# Radiotélescope de Qitai
Le radiotélescope de Qintai ou QTT est un observatoire astronomique situé dans la région du Xinjiang dans le nord-ouest de la Chine dont la construction a débuté en 2017. Ce radiotélescope, qui disposera d'une antenne parabolique orientable de 110 m de diamètre, sera à son entrée en fonction un des plus grands instruments de radioastronomie opérationnels sur la planète.

## Historique
La réalisation du radiotélescope QTT est un projet de l'Observatoire astronomique du Xinjiang. Cette réalisation fait partie du 13e plan quinquennal de la région du Xinjiang et du plan associé de l'Académie chinoise des sciences. En juin 2017 un atelier réunissant des experts mondiaux de la radioastronomie ont validé le projet et les principes techniques retenus. Les travaux d'infrastructure ont débuté.

## Site
L'Observatoire astronomique du Xinjiang a sélectionné un site situé sur le flanc nord du massif Bogda Shan partie orientale de la grande chaîne du Tian Shan. Il se trouve à proximité du village de Shihezi dans le Xian de Qitai. Il se trouve à vol d'oiseau à 46 km au sud de Quitai, à environ 200 km à l'est de Nanshan et de Urumqi. Situé à une altitude de 1 759 m le site occupe une cuvette de 1,5 × 2 km entourée de reliefs dont l'altitude est comprise entre 1 730 et 2 250 m et qui présentent l'avantage d'isoler le lieu des perturbations extérieures. L'atmosphère de la région est sèche (de 180 à 200 mm de pluie) et contient entre 3 et 19 mm de vapeur d'eau selon la saison.

## Objectifs scientifiques
Les principales observations scientifiques prévues sont :
- la mesure des spectres de molécules
- La détermination précise de la périodicité des pulsars
- L'étude des noyaux actifs de galaxie et de la matière noire
- L'interférométrie à très longue base avec d'autres observatoires chinois
- La détection des molécules organiques et des chaines de molécules du soufre
- Les observations complémentaires des pulsars détectés par le radiotélescope FAST
- La cartographie du ciel dans les fréquences 6 et 3 mm

## Caractéristiques techniques
QTT est un radiotélescope de type grégorien utilisant un récepteur de forme parabolique de 110 mètres de diamètre fixé sur une monture équatoriale qui permet de balayer le ciel de l'horizon au zénith. La structure servant de support est placée sur des rails circulaires qui permettent d'aligner l'antenne sur l'azimut de la cible. La surface du collecteur est adaptable. Les observations sont effectués dans une dizaine de fréquences comprises entre 150 MHz et 115 GHz selon des modalités détaillées ci-dessous.
| Type         | Bande (cm) | Fréquence (GHz) | Focus     | Antenne                         | Polarisation | Objectifs scientifiques                                                          |
| ------------ | ---------- | --------------- | --------- | ------------------------------- | ------------ | -------------------------------------------------------------------------------- |
| Pixel unique | 100        | 0,15-0,6        | Primaire  | Kildal                          | Linéaire     | Pulsar , RRT                                                                     |
| Pixel unique | 30         | 0,6-4           | Primaire  | Antenne cornet                  | Linéaire     | Pulsar, RRT, HI, OH, Galaxies                                                    |
| Pixel unique | 5          | 2 – 1           | Grégorien | Antenne cornet                  | Linéaire     | Spectroscopie moléculaire, galaxies, VLBI                                        |
| Pixel unique | 1          | 12 – 36         | Grégorien | Antenne cornet                  | Linéaire     | Pulsar, H2O, NH3, VLBI                                                           |
| Pixel unique | 0,6        | 36-50           | Grégorien | Antenne cornet                  | Linéaire     | Spectroscopie moléculaire, monoxyde de carbone avec grand décalage vers le rouge |
| Pixel unique | 0,3        | 72 115          | Grégorien | Antenne cornet                  | Linéaire     | Spectroscopie moléculaire, galaxies                                              |
| Bi bandes    | 13/3,6     | 2,2 – 2,5 8 – 9 | Grégorien | Antenne cornet                  | Circulaire   | VLBI, exploration spatiale, mesure du système (3,6 cm)                           |
| Bi bandes    | 3,6/0,9    | 8 – 9 30 – 34   | Grégorien | Antenne cornet                  | Circulaire   | VLBI, exploration spatiale                                                       |
| Multi-pixels | 15         | 1– 2            | Primaire  | PAF                             | Linéaire     | Pulsars , RRT, HI, OH, Galaxies                                                  |
| Multi-pixels | 0,6        | 36 - 50         | Grégorien | Antenne cornet (multi-faisceaux | Linéaire     | pectroscopie moléculaire, galaxies                                               |